# Naupaktos
Naupaktos eller Nafpaktos (græsk: Ναύπακτος, tidligere Έπαχτος; latin: Naupactus; italiensk: Lepanto; tyrkisk: İnebahtı) er en by og tidligere kommune i Aetolien-Acarnanien, Vestgrækenland, Grækenland. Siden den administrative reform i 2011 har byen hørt under kommunen Nafpaktia, som den er hovedby i. Naupaktos er den tredjestørste by i Aetolien-Acarnanien, kun overgået af Agrinio og Missolonghi.
Naupaktos ligger ved en bugt på Korinthbugtens nordkyst, tre kilometer vest for floden Mornos' udmunding. Byens havn er kun tilgængelig for meget små fartøjer. Den græske hovedvej 48/E65 (Antirrio - Naupaktos - Delfi - Livadeia) ligger nord for byen.
Naupaktos blev besat af osmannerne i 1498. Mellem 1687 og 1689 var byen under venetiansk styre, men så atter under osmannerne indtil 1827. Da blev den en del af det nydannede, græske rige.